# Center Point (Louisiane)
Pour les articles homonymes, voir Center Point.
Center Point est une census-designated place de la paroisse des Avoyelles, en Louisiane, aux États-Unis. 